# Bundesvereinigung gegen Fluglärm
Die Bundesvereinigung gegen Fluglärm (BVF) ist eine überparteiliche deutsche Umweltschutzorganisation, die sich für die Vermeidung schädlicher Auswirkungen des Luftverkehrs einsetzt. Sie ist Gründungsmitglied der Europäischen Vereinigung gegen die schädlichen Auswirkungen des Luftverkehrs und der Alliance Internationale contre le Bruit (AICB).
Die Bundesvereinigung wurde 1967 gegründet und organisiert Städte, Gemeinden und andere Gebietskörperschaften sowie Schutzvereinigungen gegen Fluglärm. Gründungspräsident und heutiger posthumer Ehrenvorsitzender ist Kurt Oeser.
Eine wesentliche Aufgabe der Organisation ist die Benennung von Mitgliedern der Fluglärmkommission. Nach § 32b Luftverkehrsgesetz sollen in eine Fluglärmkommission auch Vertreter der Bundesvereinigung berufen werden.
Neben der Arbeit in den Normungsausschüssen und der Bundeskommission nach § 32a Luftverkehrsgesetz wirkt die BVF auch auf europäischer und internationaler Ebene durch Prüfung von EU-Richtlinien und ICAO-Regularien.